# Csaba Sógor
Csaba Sógor (n. 12 mai 1964, Arad) este politician maghiar din România, de profesie pastor reformat. Din 2007 și până în prezent este eurodeputat ales din partea UDMR.

## Biografie
Csaba Sógor s-a născut la data de 12 mai 1964, în orașul Arad. A absolvit în anul 1988 cursurile universitare ale Institutului Teologic Protestant din Cluj, urmând apoi cursuri teologice postuniversitare la Zürich și Basel (1992). Între anii 1988-1999 a fost pastorul bisericii reformate din Ciceu. Între 1999-2000 a fost consilier ecumenic și responsabil cu relațiile externe al Eparhiei Reformate de pe lângă Piatra Craiului, condusă de episcopul László Tőkés.
Și-a început activitatea politică în anul 1990 ca membru al UDMR. Din 1995 este membru al Consiliului Reprezentanților Unionali. Ca membru al acestui for a fost ales pentru prima dată în cadrul Congresului UDMR de la Cluj.
Csaba Sógor a fost ales ca senator din partea județului Harghita, pe listele partidului UDMR, în legislatura 2000-2004. În această calitate a făcut parte din comisia pentru învățământ, știință și tineret. Csaba Sógor a fost membru în grupurile parlamentare de prietenie cu UNESCO și Malaezia. A fost reales ca senator în aceeași circumcripție electorală, din partea aceleiași formațiuni și pentru legislatura 2004-2008. A fost membru al comisiei pentru învățământ, știință și tineret și al comisiei pentru egalitatea de șanse. Csaba Sógor a fost membru în grupurilr parlamentare de prietenie cu Republica Federală Germania și Republica Indonezia. Csaba Sógor a inițiat 18 propuneri legislative din care 9 au fost promulgate legi. Csaba Sógor a fost secretar al Grupului Parlamentar UDMR; a demisionat din Parlament la data de 3 decembrie 2007 și a fost înlocuit de senatorul Vilmos Zsombori.
În anul 2001 le-a cerut maghiarilor din județul Harghita să nu participe la manifestările de Ziua Națională a României sau măcar să poarte o banderolă neagră pe braț, în semn de doliu.
La alegerile europarlamentare din 2007 a fost ales eurodeputat din partea UDMR, aflându-se pe poziția 2 a listei acestui partid. Întrebat de ziariști despre obiectivele sale la Bruxelles, el a precizat că va milita pentru autonomia Ținutului Secuiesc și pentru ca limba maghiară să fie a doua limbă a statului, cel puțin acolo unde comunitatea maghiară reprezintă 20% din totalul populației. "Bineînțeles, vom ține cont de necesitățile comunității maghiare. Încă nu avem universitate maghiară finanțată de stat, care ne-a fost luată abuziv de comuniști. Încă avem probleme privind egalitatea șanselor minorităților, iar problema cea mai importantă, pe care și colegii noștri români o vor susține, este cea a romilor", a declarat el despre obiectivele sale ca eurodeputat. La alegerile europarlamentare din 2014 a obținut un nou mandat.
Csaba Sógor vorbește limbile engleză și germană, pe lângă maghiară și română. Este căsătorit și are patru copii.

## Declarații
„Trebuie să cucerim noua noastră patrie, Europa, prin pricepere, muncă și perseverență. În Europa noi, maghiarii, putem fi câștigători numai prin priceperea de a schimba și a ne schimba. ”—Csaba Sógor